# CineMagia
CineMagia (sau cinemagia.ro) este un site web românesc de informații din lumea filmului deținut de compania iMedia; este parțial construit în format wiki și conține prezentări de filme, recomandări, programul curent de televiziune, un forum și alte secțiuni informative (un glosar de termeni de specialitate, concursuri de cultură filmică), dar și de promovare a distribuitorilor români de film, a festivalurilor desfășurate pe teritoriul României, a reușitelor cinematografiei românești (și mondiale) în domeniu ș.a.
Participarea la site se face prin înregistrarea ca utilizator, cont care va fi folosit pentru scrierea sau corectarea articolelor despre filme, la identificarea intervențiilor în forum, pentru reținerea rezultatelor la concursul Cine Quiz sau în alte asemenea cazuri. CineMagia are o interfață comparabilă cu cea a paginii de internet IMDb și reprezintă alături de CinemaRx, cele mai active pagini web editate în limba română din domeniul cinematografiei. Paginile Wikipediei în limba română direcționează ele însele cel mai frecvent la Internet Movie Database și la CineMagia.
CineMagia a editat lunar revista cu același nume, începând cu luna februarie 2004, până în 2008.